# جما کالینز
 جما کلیر کالینز (زاده ۳۱ ژانویه ۱۹۸۱) چهره تلویزیونی و تاجر انگلیسی است.

## اوایل زندگی
کالینز در ۳۱ ژانویه ۱۹۸۱ در رومفورد، لندن به دنیا آمد و در مدرسه تئاتر جوان سیلویا شرکت کرد. همچنین در آکادمی فرانکاس باردسلی به تحصیل پرداخته‌است. کالینز قبل از تبدیل شدن به یک چهره تلویزیونی و ایفای نقش در برنامه‌ها و سریالها، در بنگاه فروش ماشین کار می‌کرد.
| سال                | عنوان                                            | یادداشت              |
| ------------------ | ------------------------------------------------ | -------------------- |
| ۲۰۱۱ - در حال حاضر | تنها راه اسکس است                                | سری به‌طور منظم       |
| ۲۰۱۴               | چلپ چلوپ!                                        | شرکت کننده           |
| ۲۰۱۴               | من یک فرد مشهور هستم . من را از اینجا بیرون ببر! | مسابقه؛ عقب‌نشینی کرد |
| ۲۰۱۶               | مشهور برادر بزرگ                                 | سری ۱۷               |
| ۲۰۱۶               | در درمان                                         | ۱ قسمت               |
| ۲۰۱۷               | مزرعه رایگان شکر                                 | شرکت کننده           |
| ۲۰۱۷               | برادر بزرگتر                                     | مهمان خانه‌دار        |
| ۲۰۱۸               | Celebs Go Dating                                 | بازیگران اصلی        |
| ۲۰۱۸               | Gemma Collins: Diva España                       | ویژه تلویزیون        |
| ۲۰۱۸               | استاد مشهور MasterChef                           | شرکت کننده           |
| ۲۰۱۸               | همه با هم‌اکنون، افراد مشهور                      | فینالیست             |
| ۲۰۱۹               | رقص روی یخ                                       | مسابقه؛ سری ۱۱       |
| ۲۰۱۹ - در حال حاضر | Gemma Collins: Diva Forever                      | نقش رهبری            |
| سال ۲۰۲۰           | Gemma Collins: Diva on Lockdown                  | نقش رهبری            |